# Baurutitan
Baurutitan britoi
Genre
Espèce
Baurutitan est un genre éteint de dinosaures sauropodes, un titanosaure ayant vécu durant le Crétacé supérieur au Brésil.
Une seule espèce est rattachée au genre : Baurutitan britoi, découverte en 1957, mais décrite seulement par Alexander Kellner, D. Campos et M. Trotta.

## Étymologie
Le nom de genre Baurutitan est composé du mot Bauru, qui rappelle l'origine des fossiles découverts dans le groupe de Bauru, et le mot de « Titans », divinités grecques primordiales, dont le nom commun français « titan » indique une taille exceptionnelle. Le nom spécifique britoi rend hommage au paléontologue brésilien Ignácio Aureliano Machado Brito.

## Découverte
Les restes fossiles de Baurutitan ont été découverts en 1957 par le paléontologue brésilien Llewellyn Ivor Price, dans la région de Peirópolis, dans l'État de Minas Gerais. Il provient du membre de Serra da Galga de la formation géologique de Marília, un niveau stratigraphique daté de la fin du Crétacé supérieur (Maastrichtien), soit il y a environ entre 72,2 et 66,0 millions d'années.
Les fossiles consistent en une série de 19 vertèbres, la dernière sacrée et 18 caudales. Elless sont référencées MCT 1490-R. 

## Description
Baurutitan est un sauropode de taille moyenne, avec une longueur totale estimée entre 12 et 14 m et une hauteur de l'ordre de 3,50 m. Lors de sa description en 2005, Baurutitan était le quatrième dinosaure découvert au Brésil, après Antarctosaurus, Gondwanatitan et Amazonsaurus.

## Classification
Les analyses phylogénétiques de José Carballido et ses collègues en 2017 et de S. Filippi et ses collègues en 2019 placent Baurutitan comme un membre du clade des Lithostrotia, Aeolosaurini (d'après PBDB).